# Kraje alpejskie

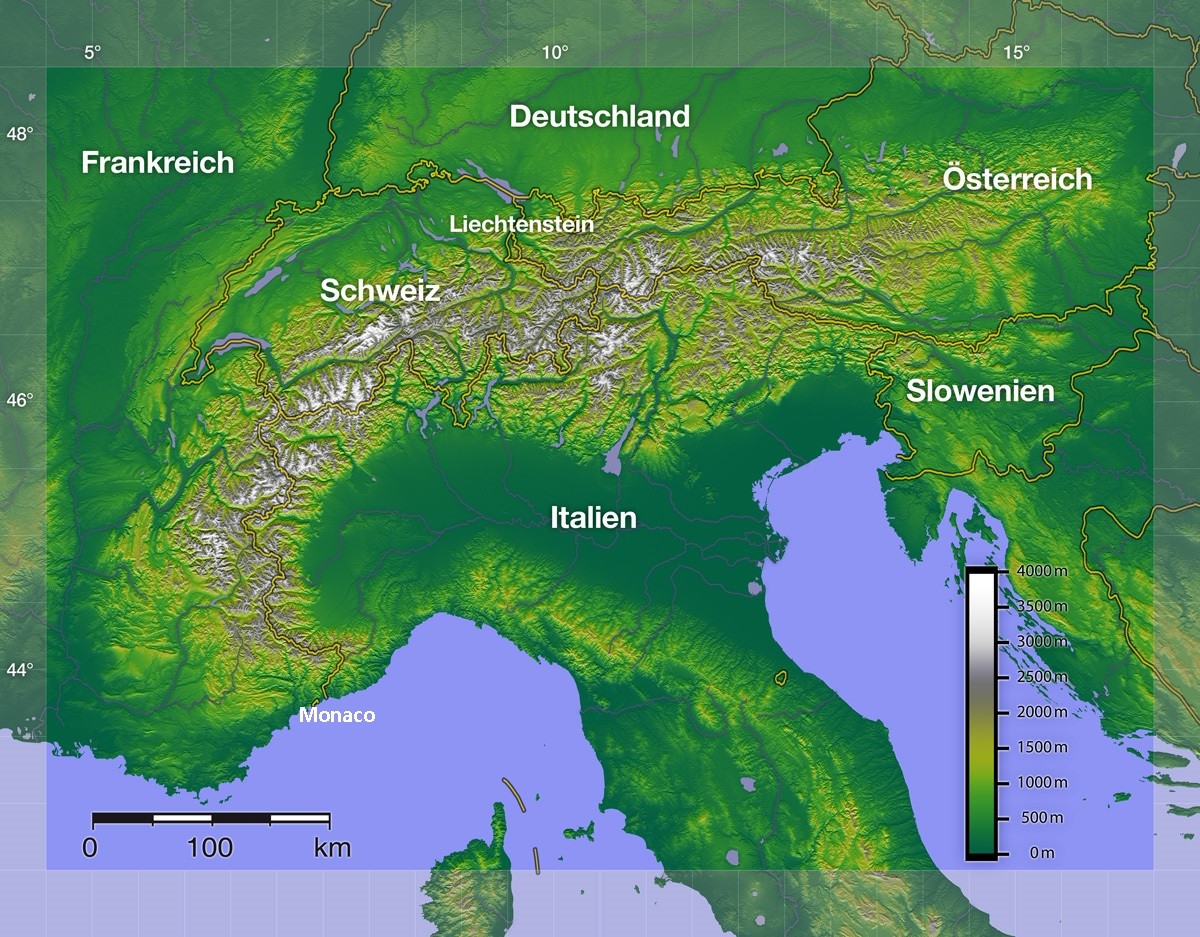
Państwa częściowo lub całkowicie leżące na terenie Alp

Kraje alpejskie – państwa, które częściowo lub całkowicie leżą w obrębie obszaru zajmowanego przez góry Alpy, czyli w tzw. regionie alpejskim. W węższym rozumieniu są to państwa sygnatariusze Konwencji Alpejskiej i ten warunek formalnej przynależności spełnia osiem krajów: Austria, Francja, Liechtenstein, Monako, Niemcy, Słowenia, Szwajcaria i Włochy. Wszystkie one podpisały 7 listopada 1991 roku Konwencję Alpejską w sprawie ochrony i zrównoważonego rozwoju Alp. Chorwacja i Węgry, mające powierzchniowo nieznaczny udział w obszarze Alp, nie są sygnatariuszami tej konwencji. Według europejskiego standardu administracyjnego NUTS, na terenie Alp leżą w sumie 83 jednostki na poziomie NUTS3 należące do tych ośmiu krajów. Określenie ‘kraj alpejski’ jest określeniem potocznym, nieskodyfikowanym w tekście programowym Konwencji Alpejskiej.
Jako kraje alpejskie, nie w sensie państw lecz regionów, mogą też być rozumiani członkowie powstałej w 1972 roku wspólnoty Arge Alp (niem. Arbeitsgemeinschaft Alpenländer, wł. Comunita di Lavoro Regioni Alpine), której podstawą jest skoordynowana współpraca w zakresie ochrony środowiska, życia społecznego, kultury i gospodarki. Do Arge Alp należy 10 regionów: austriackie kraje związkowe Salzburg, Tyrol i Vorarlberg, niemiecki land Bawaria, szwajcarskie kantony Ticino, Gryzonia i Sankt Gallen, oraz włoskie prowincje Trydent, Lombardia i Górna Adyga.